# Грађа о прошлости Босне
Грађа о прошлости Босне је стручни часопис у коме се на модеран, критички, начин издаје историјска грађа српских земаља у прошлости. За сада је у првом плану издавање дипломатичке грађе средњовековне Босне, али је намера да у будућности часопис не буде омеђен средњовековним хронолошким оквирима. 
Часопис је покренуо 2008. године у Бањој Луци академик Раде Михаљчић, који је истовремено био и први уредник, у оквиру издања Одељења друштвених наука Академије наука и умјетности Републике Српске.